# Pterolònquids
Els pterolònquids (Pterolonchidae) són una família de lepidòpters glossats de la superfamília dels gelequioïdeus (Gelechioidea).

## Taxonomia
La família Pterolonchidae inclou un gènere actual i 8 espècies d'arnes:
- Pterolonche Zeller, 1847
  - Pterolonche albescens Zeller, 1847
  - Pterolochne inspersa Staudinger, 1859
  - Pterolonche gozmaniella Vives, 1984
  - Pterolonche kurdistanella Amsel, 1959
  - Pterolonche lutescentella Chrétien, 1922
  - Pterolonche pulverulenta Zeller, 1847
  - Pterolonche traugottolseniella Vives, 1986
  - Pterolonche vallettae Amsel, 1955